# Eurokåren
Eurokåren (franska Eurocorps, tyska Eurokorps) är ett multinationellt militärt förband från Tyskland, Frankrike, Belgien, Spanien, Luxemburg och Polen (2013) och är öppet för alla medlemmar i Europeiska unionen. Organisationens säte är beläget i Strasbourg i Alsace, Frankrike.
1992 skapades den egentliga Eurokåren vid det fransk-tyska toppmötet 22 maj 1992 i La Rochelle och 5 november 1993 presenterades projektet i Strasbourg. 1993 ingick Belgien, Spanien och 1996 Luxemburg. 2003 gick även Polen med. Eurokåren har inget ständigt aktivt förband men den Fransk-tyska brigaden står under Eurokårens kommando. 
Sedan 2001 är Eurokåren en snabbinsatsstyrka och är förutom under Europeiska unionen även underställd Nato.

### Övriga källor
- ”EU-armé kvar på agendan”. militart.nu. Arkiverad från originalet den 10 december 2014. https://web.archive.org/web/20141210232216/http://www.militart.nu/artiklar/eu_arme.pdf. Läst 10 december 2014.